# 艾吉膜首鱈
艾吉膜首鱈，為輻鰭魚綱鱈形目鼠尾鱈科的其中一種，分布於西太平洋菲律賓及澳洲海域，屬深海底棲性魚類，深度690-1590公尺，體長可達57.5公分，棲息在底層水域，生活習性不明。

## 扩展阅读
維基物種上的相關：艾吉膜首鱈